# Angelika Zahrnt

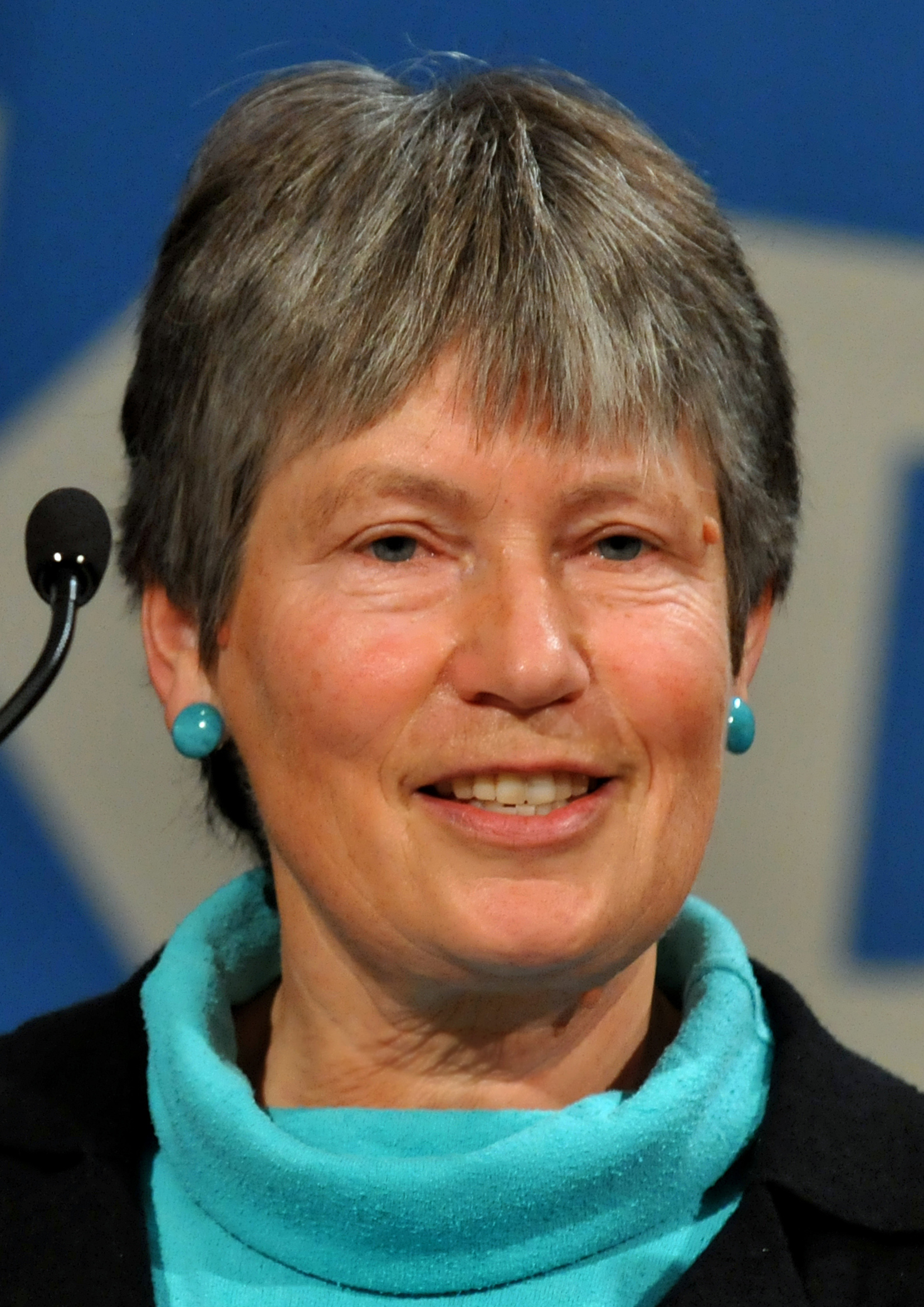
Angelika Zahrnt, 2008

Angelika Zahrnt (* 26. Juni 1944 in Köslin) ist eine deutsche Wirtschaftswissenschaftlerin und Systemanalytikerin. Von 1998 bis 2007 war sie Vorsitzende des Bundes für Umwelt und Naturschutz Deutschland (BUND).

## Leben
Angelika Zahrnt studierte von 1963 bis 1968 in Heidelberg, Wien und Innsbruck Volkswirtschaftslehre. 1973 promovierte sie in Heidelberg in diesem Fachbereich. Es erfolgte eine Weiterbildung zur Systemanalytikerin. Danach war sie u. a. bei der Siemens AG, der Stadtverwaltung München und der Abteilung Landesplanung in der Hessischen Staatskanzlei tätig.
In den 1970ern wurde sie Mitglied im BUND. Sie war von 1986 bis 1989 Sprecherin des BUND-Facharbeitskreises „Finanzen und Wirtschaft“. Ab 1990 zunächst stellvertretende Vorsitzende des BUND, trat sie 1998 die Nachfolge des langjährigen Vorsitzenden Hubert Weinzierl an. Nachdem sie im Dezember 2007 den Vorsitz an Hubert Weiger übergeben hatte, wurde sie 2008 zur Ehrenvorsitzenden des BUND ernannt.
Von 1992 bis 2010 war Angelika Zahrnt als Vertreterin des BUND im ZDF-Fernsehrat und dort von 2004 stellvertretende Vorsitzende. Sie war von 2001 bis 2013 Mitglied im Rat für Nachhaltige Entwicklung (RNE), von 2001 bis 2011 Mitglied im Strategiebeirat „Sozial-ökologische Forschung“ beim Bundesministerium für Bildung und Forschung. Sie ist Mitglied in verschiedenen Beratungsgremien, zum Beispiel im Anlageausschuss des Nachhaltigkeitsfonds Ökovision im Wissenschaftlichen Beirat der Ratingagentur oekom-Research und im Beirat des Forschungsprojekts „Naturkapital Deutschland – TEEB DE“ am Umweltforschungszentrum Leipzig (UFZ) sowie Fellow am Institut für ökologische Wirtschaftsforschung (IÖW).
Zu den wesentlichen Initiativen der ökologischen Ökonomin zählen die beiden Nachhaltigkeitsstudien „Zukunftsfähiges Deutschland“ aus den Jahren 1996 und 2008 sowie die ökologische Steuerreform (Ökosteuer). 2010 gab sie gemeinsam mit Irmi Seidl das wachstumskritische Buch Postwachstumsgesellschaft heraus. 2013 veröffentlichte sie gemeinsam mit Uwe Schneidewind das Buch „Damit gutes Leben einfacher wird. Perspektiven einer Suffizienzpolitik“. Seit mehreren Jahren ist sie als freie Referentin tätig und wirbt für ihre Ideen von einer „Suffizienzpolitik“. Sie fordert die Überwindung des Wachstumszwangs und gilt als sozialreformerische, liberale Vertreterin der wachstumskritischen Bewegung.
Im Frühjahr 2017 haben Angelika Zahrnt, Klaus Töpfer und Ralf-Uwe Beck eine Initiative für die Einsetzung einer Enquete-Kommission „Fluchtursachen“ beim Deutschen Bundestag gestartet. Der Aufruf wurde von 150 Trägerinnen und Trägern des Bundesverdienstkreuzes unterzeichnet. Die Forderung wurde 2018 in den Koalitionsvertrag von CDU, CSU und SPD aufgenommen. Am 3. Juli 2019 hat das Bundeskabinett eine Fachkommission „Fluchtursachen“ eingesetzt und 24 Mitglieder berufen. Der 200-seitige Bericht der Fachkommission „Krisen vorbeugen, Perspektiven schaffen, Menschen schützen“ wurde am 18. Mai 2021 veröffentlicht. Um die Forderungen aus dem Bericht zu vertiefen und zu verstärken, haben Beck, Töpfer und Zahrnt 2022 das Buch „Flucht. Ursachen bekämpfen, Flüchtlinge schützen. Plädoyer für eine humane Politik“ herausgegeben.
Angelika Zahrnt ist Mutter zweier Kinder und verheiratet.

## Ehrungen
2006 erhielt Angelika Zahrnt das Bundesverdienstkreuz am Bande, 2014 das Bundesverdienstkreuz 1. Klasse. 2009 war sie Preisträgerin des Umweltpreises der Bundesstiftung Umwelt. Im selben Jahr wurde ihr auch der baden-württembergische Ehrentitel Professorin verliehen.